# Alba Berlin Basketballteam 2024-2025
Questa voce raccoglie le informazioni riguardanti l'Alba Berlin Basketballteam nelle competizioni ufficiali della stagione 2024-2025.

## Stagione
La stagione 2024-2025 dell'Alba Berlin Basketballteam è la 34ª nel massimo campionato tedesco di pallacanestro, la Basketball-Bundesliga.

## Roster
Aggiornato al 19 settembre 2024.
| Alba Berlin 2024-25 | Alba Berlin 2024-25 |
| Giocatori           | Staff tecnico       |
| ------------------- | ------------------- |

| N. | Naz.                                           | Ruolo | Nome                   | Anno | Alt.   | Peso   |  |
| -- | ---------------------------------------------- | ----- | ---------------------- | ---- | ------ | ------ |  |
| 0  | Svizzera (bandiera) · Germania (bandiera)      | C     | Michael Kessens        | 1991 | 206 cm | 103 kg |  |
| 1  | Italia (bandiera)                              | GA    | Gabriele Procida       | 2002 | 198 cm | 88 kg  |  |
| 2  | Lussemburgo (bandiera)                         | AP    | Dorian Grosber         | 2006 | 197 cm |        |  |
| 3  | Italia (bandiera)                              | P     | Matteo Spagnolo        | 2003 | 194 cm | 89 kg  |  |
| 5  | Nuova Zelanda (bandiera) · Germania (bandiera) | C     | Yanni Wetzell          | 1996 | 207 cm | 109 kg |  |
| 6  | Germania (bandiera)                            | G     | Malte Delow            | 2001 | 197 cm | 84 kg  |  |
| 7  | Australia (bandiera)                           | PG    | William McDowell-White | 1998 | 196 cm | 89 kg  |  |
| 8  | Germania (bandiera)                            | G     | Anton Nufer            | 2006 | 199 cm | 85 kg  |  |
| 9  | Germania (bandiera)                            | G     | Jonas Mattisseck       | 2000 | 192 cm | 84 kg  |  |
| 10 | Germania (bandiera)                            | AG    | Tim Schneider          | 1997 | 208 cm | 108 kg |  |
| 11 | Stati Uniti (bandiera)                         | G     | Matt Thomas            | 1994 | 192 cm | 89 kg  |  |
| 15 | Islanda (bandiera)                             | P     | Martin Hermannsson (C) | 1994 | 191 cm | 77 kg  |  |
| 18 | Slovenia (bandiera)                            | P     | Žiga Samar             | 2001 | 197 cm | 83 kg  |  |
| 19 | Germania (bandiera)                            | AP    | Louis Olinde           | 1998 | 205 cm | 87 kg  |  |
| 21 | Ciad (bandiera)                                | C     | Christ Koumadje        | 1996 | 221 cm | 122 kg |  |
| 22 | Germania (bandiera)                            | AC    | Amon Doerries          | 2006 | 210 cm |        |  |
| 23 | Stati Uniti (bandiera)                         | C     | Robert Baker           | 1998 | 211 cm | 93 kg  |  |
| 25 | Germania (bandiera)                            | AP    | Elias Rapieque         | 2004 | 201 cm | 90 kg  |  |
| 33 | Stati Uniti (bandiera)                         | C     | David McCormack        | 1999 | 208 cm | 113 kg |  |
| 34 | Stati Uniti (bandiera)                         | AG    | Justin Bean            | 1996 | 201 cm | 95 kg  |  |
| 50 | Stati Uniti (bandiera)                         | C     | Trevion Williams       | 2000 | 206 cm | 120 kg |  |

| Allenatore |
| - Israel González (fino al 12 marzo) - Pedro Calles (dal 12 marzo)                                                                                |
| Assistente/i |
| - Thomas Päch - Sebastian Trzcionka - Pedro Calles (dall’11 gennaio fino al 12 marzo) Legenda - (C) Capitano - (IN) Inattivo - Infortunato Roster |

## Mercato

### Sessione estiva
| Acquisti | Acquisti               | Acquisti      | Acquisti   | Acquisti |
| R.       | Nome                   | da            | Modalità   |          |
| -------- | ---------------------- | ------------- | ---------- | -------- |
| PG       | William McDowell-White | N.Z. Breakers | svincolato |          |
| C        | Trevion Williams       | Ulma          | svincolato |          |

| Cessioni | Cessioni          | Cessioni          | Cessioni       | Cessioni |
| R.       | Nome              | a                 | Modalità       |          |
| -------- | ----------------- | ----------------- | -------------- | -------- |
| GA       | Sterling Brown    | Partizan          | fine contratto |          |
| AC       | Johannes Thiemann | Gunma C. Thunders | fine contratto |          |
| C        | Krešimir Nikić    | Zamora            | fine contratto |          |
| C        | Linus Ruf         | RASTA Vechta      | fine contratto |          |

### Dopo l'inizio della stagione
| Acquisti | Acquisti        | Acquisti       | Acquisti         | Acquisti   |
| R.       | Nome            | da             | Data             | Modalità   |
| -------- | --------------- | -------------- | ---------------- | ---------- |
| C        | David McCormack | Olimpia Milano | 25 novembre 2024 | svincolato |
| C        | Michael Kessens | Paris          | 10 gennaio 2025  | svincolato |
| C        | Robert Baker    | Osceola Magic  | 26 febbraio 2025 | svincolato |

| Cessioni | Cessioni         | Cessioni         | Cessioni         | Cessioni    |
| R.       | Nome             | a                | Data             | Modalità    |
| -------- | ---------------- | ---------------- | ---------------- | ----------- |
| C        | Christ Koumadje  | Free agent       | 19 novembre 2024 | rescissione |
| C        | Trevion Williams | Maccabi Tel Aviv | 22 dicembre 2024 | definitivo  |
| P        | Žiga Samar       | Gran Canaria     | 26 gennaio 2025  | prestito    |